# 生殖细胞瘤
生殖细胞瘤（英語：germ cell tumor，缩写），是一个病发于生殖细胞的肿瘤。生殖细胞瘤可能是恶性或良性肿瘤，它通常病发于生殖腺（卵巢或睾丸），是因为胚胎在发育时期的天生缺陷所导致的一类肿瘤。

## 病理
一些研究员认为疾病是在胚胎形成期的一些不正常生殖细胞在转移中发生的错误分布而产生；其他假设则认为是正常胚胎期的生殖细胞在分布中，运输了一些基因信息或在体细胞位置构建一些结构。
在性腺外发现的生殖细胞瘤通常为恶性肿瘤，并转移自位于生殖腺的某个未检测出的原始肿瘤；但现在也发现一些性腺外生殖细胞瘤是原发的，其中最著名的是骶尾部畸胎瘤，是婴儿在出生起最常见的一类肿瘤。对于所有的前纵隔肿瘤患者，15%-20%均为生殖细胞瘤，其中大约50%是良性畸胎瘤。

## 分类
生殖细胞瘤因组织学不同，根据病发位置而有不同分类。其主要分为两类：
- 生殖性（germinomatous, seminomatous）的生殖细胞瘤（GGCT, SGCT）包括胚组织瘤（英语：germinoma）及其子类无性细胞瘤和精原细胞瘤（英语：seminoma）。
- 非生殖性（nongerminomatous, nonseminomatous）的生殖细胞瘤（NGGCT, NSGCT）包括其他类型的生殖细胞瘤（单独或混合型）。

这两组分类反应出临床意义的不同。和生殖性生殖细胞瘤相比，非生殖性的肿瘤生长程度更快，诊断出的病发平均年龄要更早（25岁比35岁），而且五年后的生存率更低。生殖性的肿瘤患者的生存率更高，部分是因为这些肿瘤对化学疗法或放射疗法非常敏感。当今的非生殖性的肿瘤的预后有显著提高，但是仍取决于铂基化疗方案的使用。

### 生殖性
| 肿瘤                                   | 国际肿瘤学分类法 | 高发年龄 | 良性或恶性 | 组织学                                             | 肿瘤标记物                          |
| -------------------------------------- | ---------------- | -------- | ---------- | -------------------------------------------------- | ----------------------------------- |
| 胚组织瘤（包括无性细胞瘤和精原细胞瘤） |                  | 40–50    | 恶性       | 有整齐的多边形细胞伴有清除过的胞浆；基质中有淋巴球 | 10%的病例中人体绒毛膜促性腺激素升高 |
| 无性细胞瘤                             | M9061/3          |          |            |                                                    |                                     |
| 精原细胞瘤                             | M9060/3          | 20 - 40  | 惡性       |                                                    |                                     |

### 非生殖性
| 肿瘤                                                                 | 国际肿瘤学分类法 | 高发年龄   | 良性或恶性                                                           | 组织学                                         | 肿瘤标记物                                     |
| -------------------------------------------------------------------- | ---------------- | ---------- | -------------------------------------------------------------------- | ---------------------------------------------- | ---------------------------------------------- |
| 胚胎癌                                                               | 9070/3           | 20–30      | 恶性                                                                 | 低分化的多形性细胞生长于间质，或伴有乳头状形式 | 单纯型肿瘤不会分泌人体绒膜促性腺激素、甲胎蛋白 |
| 内胚窦瘤，也称卵黄囊瘤（EST, YST）                                   | 9071/3           | 3          | 恶性                                                                 | 低分化的内皮组织状、立方形或柱状细胞           | 100%分泌甲胎蛋白                               |
| 绒毛膜癌                                                             | 9100/3           | 20–30      | 恶性                                                                 | 细胞滋养层和合胞体滋养层没有绒毛组织形成       | 100%分泌hCG                                    |
| 畸胎瘤（包括成熟畸胎瘤、皮样囊肿、不成熟畸胎瘤、以及畸胎瘤恶性转移） | 9080/0-9080/3    | 0–3, 15–30 | 成熟畸胎瘤和皮样囊肿为良性肿瘤（但必须保持复查）；其他通常为恶性肿瘤 | 特征各有不同                                   | 单纯型肿瘤不会分泌人体绒膜促性腺激素、甲胎蛋白 |
| 多胚瘤                                                               | 9072/3           | 15–25      | ?                                                                    | ?                                              | ?                                              |
| 性腺胚细胞瘤                                                         | 9073/1           | ?          | ?                                                                    | ?                                              | ?                                              |

### 混合型
| 肿瘤 | 国际肿瘤学分类法 | 高发年龄 | 良性或恶性 | 组织学         | 肿瘤标记物     |
| ---- | ---------------- | -------- | ---------- | -------------- | -------------- |
| 混合 |                  | 15–30    | 恶性       | 取决于组成特征 | 取决于组成特征 |

混合型生殖细胞瘤会以不同形式产生。在其中最常见的是畸胎瘤伴发内胚窦瘤。
畸形恶瘤（Teratocarcinoma）通常是指一类生殖细胞瘤为畸胎瘤伴有胚胎癌，或伴有绒毛膜癌；或三者同时发生。对于此类混合型生殖细胞瘤的诊断，可以以畸胎瘤为主，并兼顾其他肿瘤特征；或者单纯忽略畸胎瘤其他因素而单独考虑其恶性转移的情况。这类疾病可能病发于前纵隔。

## 位置
尽管称之为生殖细胞瘤，但其病发的位置并不局限于卵巢和睾丸。
- 头部
  - 在人体脑部：松果体和蝶鞍上位置均有报告
  - 在口腔中有报告发现畸胎瘤
- 颈部
- 纵隔膜：纵隔生殖细胞瘤（英语：mediastinal germ cell tumor）占全部生殖细胞瘤的大约1%至5%
- 骨盆，特别是骶尾部畸胎瘤（英语：sacrococcygeal teratoma）
- 卵巢
- 睾丸

女性患者中，在北美地区生殖细胞瘤病例约占卵巢肿瘤的30%，但仅占有卵巢癌的1%至3%比例。对年轻女性而言，生殖细胞瘤的病发比较常见；特别是21岁以下女性，她们患有的卵巢肿瘤中60%为生殖细胞瘤，而且1/3以上是恶性肿瘤。在男性患者中，睾丸生殖细胞瘤通常发生于青春期后，而且绝大多数为恶性肿瘤（睾丸癌）。在新生儿、婴儿和小于4岁的儿童中，占绝大多数的生殖细胞瘤病例为骶尾部畸胎瘤。此外，患有克兰费尔特综合征的男性有50倍于常人的危险去患有生殖细胞瘤。

## 治疗
患有原发性生殖细胞瘤的妇女患者（比如成熟畸胎瘤），可以采取卵巢囊肿剥除术或卵巢切除术切除肿瘤。通常情况下，患有恶性生殖细胞瘤的患者通常采取和上皮性卵巢癌相同的治疗方式。如果病人仍然希望受孕，则可以采取单侧输卵管卵巢切除术，可保留子宫和一侧的卵巢及输卵管。如果癌症同时病发于两侧，则无法采取这个方式。如果病人已经生育，手术则可以采取两侧输卵管卵巢切除术或子宫切除术。
大多数患有恶性生殖细胞癌的患者需要进行至少三期的综合性化学疗法。主导的治疗生殖细胞癌的化疗方案称之为PEB（或BEP），包括了博来霉素、依托泊苷、铂基抗肿瘤药（顺氯氨铂）。
儿童肿瘤学组织已经开展了对儿童生殖细胞瘤的临床研究。1990年后，国际CNS GCT研究小组也开展了对颅内生殖细胞肿瘤的研究。

## 预后
1997年国际生殖细胞分类系统是一个用于预估恶性生殖细胞瘤复发风险的工具。
一项对女性卵巢肿瘤的研究发现，在囊实性良性肿瘤的情况更不易患有恶性肿瘤。因为囊实性良性肿瘤能够通过超声波、核磁共振或CT核查进行准确扫描，进而使得医生能够确定最适合的手术方案，从而最小化以后成为转移性肿瘤的风险。此外，能够进行合适的治疗方法对治疗结果有直接影响。1993年的一项苏格兰研究发现，454位患有非生殖性生殖细胞瘤的男性患者，在1975年至1989年期间确诊，其五年的生存期随着更早的诊断从而得以提高。睾丸绒毛膜癌在所有的生殖细胞瘤中预后最差。